# Wesley De Kerpel
Wesley De Kerpel (8 november 1988) is een Belgische voormalige atleet, die gespecialiseerd was in de (middel-)lange afstand en het veldlopen. Hij veroverde vijf Belgische titels.

## Biografie
De Kerpel nam in 2008 deel aan de Europese kampioenschappen veldlopen U20. Hij werd vijftigste. Hij werd in 2010 voor de eerste maal Belgisch kampioen, dit op de korte cross. Hetzelfde jaar veroverde hij ook de titel op de 5000 m. In 2011 verlengde hij zijn titel op de korte cross en werd hij Belgisch indoorkampioen op de 3000 m. In 2017 werd hij voor de tweede keer indoorkampioen op deze afstand.
Nadat hij in 2021 nog persoonlijke records liep op de 3000 m en de 5000 m, raakte hij zwaar geblesseerd. Hij besloot begin 2022 te stoppen met topatletiek.
De Kerpel was aangesloten bij Regio Oost-Brabant Atletiek (ROBA).

## Belgische kampioenschappen
Outdoor
| Onderdeel               | Jaar       |
| ----------------------- | ---------- |
| 5000 m                  | 2010       |
| veldlopen (korte cross) | 2010, 2011 |

Indoor
| Onderdeel | Jaar       |
| --------- | ---------- |
| 3000 m    | 2011, 2017 |

## Persoonlijke records
| Onderdeel | Prestatie | Datum        | Plaats   |
| --------- | --------- | ------------ | -------- |
| 1500 m    | 3.41,32   | 25 mei 2011  | Nijmegen |
| 3000 m    | 7.54,49   | 10 juli 2021 | Kortrijk |
| 5000 m    | 13.41,15  | 3 juli 2021  | Oordegem |

Indoor
| Onderdeel | Prestatie | Datum            | Plaats |
| --------- | --------- | ---------------- | ------ |
| 3000 m    | 8.09,84   | 16 februari 2020 | Gent   |

## Palmares

### 3000 m
- 2010:  BK indoor AC – 8.12,38
- 2011:  BK indoor AC – 8.20,63
- 2017:  BK indoor AC – 8.31,39
- 2020:  BK indoor AC – 8.09,84

### 5000 m
- 2009:  BK AC – 14.13,38
- 2010:  BK AC – 14.03,87

### veldlopen
- 2008: 50e EK U20 in Brussel
- 2010:  BK korte cross in Oostende
- 2011:  BK korte cross in Oostende
- 2013:  BK korte cross in Oostende
- 2017:  BK korte cross in Wachtebeke
- 2019:  BK korte cross in Laken